# Daisy a Day
"Daisy a Day" is een nummer van de Amerikaanse singer-songwriter Jud Strunk. Het verscheen op zijn gelijknamige album uit 1973. In november 1972 werd het al uitgebracht als de eerste single van het album. Het nummer kreeg in het Nederlandse taalgebied bekendheid in de versie van Conny Vandenbos, die het uitbracht onder de titel "Een roosje, m'n roosje". Haar versie verscheen in november 1974 als de tweede single van haar album Een vrouw van deze tijd.

## Achtergrond
"Daisy a Day" is geschreven door Strunk en geproduceerd door Mike Curb en Don Costa. Het nummer gaat over een relatie tussen een man en een vrouw, die al van kinds af aan verliefd op elkaar zijn. De man geeft de vrouw iedere dag een madeliefje ("daisy") om te laten zien hoeveel hij van haar houdt. In het laatste couplet is de vrouw overleden en gaat de man elke dag langs haar graf om er een madeliefje op te leggen. De single werd een hit in een aantal landen. In Australië kwam het op de nummer 1-positie terecht, en ook in Canada en Nieuw-Zeeland werd het een top 10-hit. In de Amerikaanse Billboard Hot 100 bleef het succes ietwat achter met een veertiende plaats als hoogste notering.
"Daisy a Day" is in het Nederlands gecoverd door Conny Vandenbos onder de titel "Een roosje, m'n roosje". De Nederlandstalige tekst is afkomstig van Gerrit den Braber en het nummer is geproduceerd door Eric Boom. De single werd de eerste hit voor Vandenbos sinds "Ik ben gelukkig zonder jou" uit 1966. In de Nederlandse Top 40 behaalde het de zevende positie, terwijl het in de Nationale Hitparade tot de negende plaats kwam. Ook werd het een succes in een voorloper van de Vlaamse Ultratop 50, waarin het tot plaats 21 kwam. In de jaren die volgden zou Vandenbos nog meer bewerkingen van nummers van Strunk uitbrengen, waaronder "Sjakie van de hoek" ("Next Door Neighbor's Kid") en "Ome Arie" ("Jacob Brown").
"Daisy a Day" is ook gecoverd door onder meer Glen Campbell, Roy Clark, Berni Flint, Kamahl, Hank Snow en Ernest Tubb.

## Hitnoteringen
Alle hitnoteringen zijn behaald door de versie van Conny Vandenbos.

### Nederlandse Top 40
| Hitnotering: 26-10-1974 t/m 14-12-1974 | Hitnotering: 26-10-1974 t/m 14-12-1974 | Hitnotering: 26-10-1974 t/m 14-12-1974 | Hitnotering: 26-10-1974 t/m 14-12-1974 | Hitnotering: 26-10-1974 t/m 14-12-1974 | Hitnotering: 26-10-1974 t/m 14-12-1974 | Hitnotering: 26-10-1974 t/m 14-12-1974 | Hitnotering: 26-10-1974 t/m 14-12-1974 | Hitnotering: 26-10-1974 t/m 14-12-1974 | Hitnotering: 26-10-1974 t/m 14-12-1974 |
| Week                                   | 1                                      | 2                                      | 3                                      | 4                                      | 5                                      | 6                                      | 7                                      | 8                                      |                                        |
| -------------------------------------- | -------------------------------------- | -------------------------------------- | -------------------------------------- | -------------------------------------- | -------------------------------------- | -------------------------------------- | -------------------------------------- | -------------------------------------- | -------------------------------------- |
| Nummer                                 | 27                                     | 18                                     | 10                                     | 7                                      | 7                                      | 11                                     | 18                                     | 35                                     | uit                                    |

### Nationale Hitparade
| Hitnotering: 26-10-1974 t/m 07-12-1974 | Hitnotering: 26-10-1974 t/m 07-12-1974 | Hitnotering: 26-10-1974 t/m 07-12-1974 | Hitnotering: 26-10-1974 t/m 07-12-1974 | Hitnotering: 26-10-1974 t/m 07-12-1974 | Hitnotering: 26-10-1974 t/m 07-12-1974 | Hitnotering: 26-10-1974 t/m 07-12-1974 | Hitnotering: 26-10-1974 t/m 07-12-1974 | Hitnotering: 26-10-1974 t/m 07-12-1974 |
| Week                                   | 1                                      | 2                                      | 3                                      | 4                                      | 5                                      | 6                                      | 7                                      |                                        |
| -------------------------------------- | -------------------------------------- | -------------------------------------- | -------------------------------------- | -------------------------------------- | -------------------------------------- | -------------------------------------- | -------------------------------------- | -------------------------------------- |
| Nummer                                 | 29                                     | 12                                     | 12                                     | 9                                      | 11                                     | 20                                     | 29                                     | uit                                    |

### NPO Radio 2 Top 2000
| Nummer met noteringen in de NPO Radio 2 Top 2000 | '99  | '00  | '01  | '02-'03 | '04  | '05  | '06  | '07  | '08  |
| ------------------------------------------------ | ---- | ---- | ---- | ------- | ---- | ---- | ---- | ---- | ---- |
| Een roosje mijn roosje                           | 1622 | 1688 | 1746 | -       | 1362 | 1535 | 1888 | 1457 | 1736 |

1. ↑  Een '-' betekent dat het nummer niet was genoteerd en een vetgedrukt getal geeft de hoogste notering aan.
2. ↑  Deze tabel is bijgewerkt tot en met de laatste editie (2024).